# سه‌خاره‌نما
سه‌خاره‌نما(نام علمی: Pungitius platygaster) نام یک گونه از سرده ماهی نه‌خاره است.